# 동안동 나들목
동안동 나들목(E.Andong IC)은 경상북도 안동시 길안면 만음리에 설치된 서산영덕고속도로의 30번 나들목이다. 나들목 진출입로는 길안면 천지리와 접하고 있으며, 국도 제35호선을 통해 길안면, 임하면 등지로 진출할 수 있다. 2016년 12월 26일에 개통되었다.

## 역사
- 2009년 12월 30일 : 나들목 신설을 위해 안동시 도시계획시설 교통광장에 길안면 만음리 일원을 동안동 나들목으로 고시[1]
- 2016년 12월 23일 : 개통일을 12월 26일로 연기[2]
- 2016년 12월 26일 : 서산영덕고속도로 상주 ~ 영덕 구간 개통과 함께 영업 개시[3]

## 구조물 정보
- 위치: 경상북도 안동시 길안면 만음리
- 영업소: 경상북도 안동시 길안면 만음개골길 8

## 접속하는 도로
- 국도 제35호선 (만음현하로, 충효로)

## 교통량 정보
| 요금소          | 통행량 (대/일) | 통행량 (대/일) | 통행량 (대/일) | 통행량 (대/일) | 각주  |
| 요금소          | 2016년         | 2017년         | 2018년         | 2019년         | 각주  |
| --------------- | -------------- | -------------- | -------------- | -------------- | ----- |
| 동안동 (폐쇄식) | 2,376          | 1,952          | 2,068          | 2,237          | [ 4 ] |